# ماكس جنكينز
ماكس جنكينز (بالإنجليزية: Max Jenkins)‏ هو دراج أمريكي، ولد في 12 مايو 1986 في نوفوسيبيرسك في روسيا.

## وصلات خارجية
- ماكس جنكينز على موقع أرشيف الدراجات (الإنجليزية)
- ماكس جنكينز على موقع إحصائيات الدراجات الإحترافية (الإنجليزية)